# Primer ministre de Nova Zelanda

Blasó de Nova Zelanda.

El primer ministre de Nova Zelanda és el cap de govern de Nova Zelanda, i líder del gabinet de Nova Zelanda, amb diversos poders i responsabilitats definits per convenció. Aquesta llista inclou individus que van tenir els títols de secretari colonial i premier, els predecessors de la posició moderna de primer ministre. El títol del càrrec fou canviat a «premier» el 1869 i a «primer ministre» el 1907 quan Nova Zelanda començà a ser un domini britànic.
Trenta-vuit individus fins ara han estat primers ministres, sense incloure Hugh Watt, qui breument fou el primer ministre en funcions el 1974. Henry Sewell fou el primer primer ministre neozelandès. Nou primers ministres ho han estat en més d'un termini no consecutiu. El termini més llarg consecutiu fou el de Richard Seddon, qui fou primer ministre per tretze anys de 1893 a 1906. L'actual primera ministre és Jacinda Ardern, qui ho ha estat des del 26 d'octubre de 2017.

## Primers ministres de Nova Zelanda
|      | Nom (naixement-mort) circumscripció                                                                  | Fotografia            | Començament del mandat | Fi del mandat          | Eleccions (legislatura)                                        | Partit       |
| ---- | --- | --------------------- | ---------------------- | ---------------------- | -------------------------------------------------------------- | ------------ |
| 1    | Henry Sewell (1807-1879) Diputat per Christchurch                                                    | Henry Sewell          | 7 de maig de 1856      | 20 de maig de 1856     | 1855 (2a)                                                      | Sense partit |
| 2    | William Fox (1812-1893) Diputat per Whanganui                                                        | William Fox           | 20 de maig de 1856     | 2 de juny de 1856      | — (2a)                                                         | Sense partit |
| 3    | Edward Stafford (1819-1901) Diputat per Nelson                                                       | Edward Stafford       | 2 de juny de 1856      | 12 de juliol de 1861   | — (2a)                                                         | Sense partit |
| (2)  | William Fox (1812-1893) Diputat per Rangitikei                                                       | William Fox           | 12 de juliol de 1861   | 6 d'agost de 1862      | 1860-61 (3a)                                                   | Sense partit |
| 4    | Alfred Domett (1811-1887) Diputat per Nelson                                                         | Alfred Domett         | 6 d'agost de 1862      | 30 d'octubre de 1863   | — (3a)                                                         | Sense partit |
| 5    | Frederick Whitaker (1812-1891) Conseller                                                             | Frederick Whitaker    | 30 d'octubre de 1863   | 24 de novembre de 1864 | — (3a)                                                         | Sense partit |
| 6    | Frederick Weld (1823-1891) Diputat per Cheviot                                                       | Frederick Weld        | 24 de novembre de 1864 | 16 d'octubre de 1865   | — (3a)                                                         | Sense partit |
| (3)  | Edward Stafford (1819-1901) Diputat per Nelson fins a 1868 Diputat per Timaru des de 1868            | Edward Stafford       | 16 d'octubre de 1865   | 28 de juny de 1869     | — (3a) 1866 (4a)                                               | Sense partit |
| (2)  | William Fox (1812-1893) Diputat per Rangitikei                                                       | William Fox           | 28 de juny de 1869     | 10 de setembre de 1872 | — (4a) 1871 (5a)                                               | Sense partit |
| (3)  | Edward Stafford (1819-1901) Diputat per Timaru                                                       | Edward Stafford       | 10 de setembre de 1872 | 11 d'octubre de 1872   | — (5a)                                                         | Sense partit |
| 7    | George Waterhouse (1824-1906) Conseller                                                              | George Waterhouse     | 11 d'octubre de 1872   | 3 de març de 1873      | — (5a)                                                         | Sense partit |
| (2)  | William Fox (1812-1893) Diputat per Rangitikei                                                       | William Fox           | 3 de març de 1873      | 8 d'abril de 1873      | — (5a)                                                         | Sense partit |
| 8    | Julius Vogel (1835-1899) Diputat per Auckland East                                                   | Julius Vogel          | 8 d'abril de 1873      | 6 de juliol de 1875    | — (5a)                                                         | Sense partit |
| 9    | Daniel Pollen (1813-1896) Conseller                                                                  | Daniel Pollen         | 6 de juliol de 1875    | 15 de febrer de 1876   | — (5a)                                                         | Sense partit |
| (8)  | Julius Vogel (1835-1899) Diputat per Wanganui                                                        | Julius Vogel          | 15 de febrer de 1876   | 1 de setembre de 1876  | 1875-76 (6a)                                                   | Sense partit |
| 10   | Harry Atkinson (1831-1892) Diputat per Egmont                                                        | Harry Atkinson        | 1 de setembre de 1876  | 13 d'octubre de 1877   | — (6a)                                                         | Sense partit |
| 11   | George Grey (1812-1898) Diputat per Thames                                                           | George Grey           | 13 d'octubre de 1877   | 8 d'octubre de 1879    | — (6a)                                                         | Sense partit |
| 12   | John Hall (1824-1907) Diputat per Selwyn                                                             | John Hall             | 8 d'octubre de 1879    | 21 d'abril de 1882     | 1879 (7a) 1881 (8a)                                            | Sense partit |
| (5)  | Frederick Whitaker (1812-1891) Conseller                                                             | Frederick Whitaker    | 21 d'abril de 1882     | 25 de setembre de 1883 | — (8a)                                                         | Sense partit |
| (10) | Harry Atkinson (1831-1892) Diputat per Egmont                                                        | Harry Atkinson        | 25 de setembre de 1883 | 16 d'agost de 1884     | — (8a)                                                         | Sense partit |
| 13   | Robert Stout (1844-1930) Diputat per Dunedin East                                                    | Robert Stout          | 16 d'agost de 1884     | 28 d'agost de 1884     | 1884 (9a)                                                      | Sense partit |
| (10) | Harry Atkinson (1831-1892) Diputat per Egmont                                                        | Harry Atkinson        | 28 d'agost de 1884     | 3 de setembre de 1884  | — (9a)                                                         | Sense partit |
| (13) | Robert Stout (1844-1930) Diputat per Dunedin East                                                    | Robert Stout          | 3 de setembre de 1884  | 8 d'octubre de 1887    | — (9a)                                                         | Sense partit |
| (10) | Harry Atkinson (1831-1892) Diputat per Egmont                                                        | Harry Atkinson        | 8 d'octubre de 1887    | 24 de gener de 1891    | 1887 (10a)                                                     | Sense partit |
| 14   | John Ballance (1839-1893) Diputat per Wanganui                                                       | John Ballance         | 24 de gener de 1891    | 27 d'abril de 1893     | 1890 (11a)                                                     | Liberal      |
| 15   | Richard Seddon (1845-1906) Diputat per Westland                                                      | Richard Seddon        | 27 d'abril de 1893     | 10 de juny de 1906     | — (11a) 1893 (12a) 1896 (13a) 1899 (14a) 1902 (15a) 1905 (16a) | Liberal      |
| 16   | William Hall-Jones (1851-1936) Diputat per Timaru                                                    | William Hall-Jones    | 10 de juny de 1906     | 6 d'agost de 1906      | — (16a)                                                        | Liberal      |
| 17   | Joseph Ward (1856-1930) Diputat per Awarua                                                           | Joseph Ward           | 6 d'agost de 1906      | 28 de març de 1912     | — (16a) 1908 (17a) 1911 (18a)                                  | Liberal      |
| 18   | Thomas Mackenzie (1854-1930) Diputat per Egmont                                                      | Thomas Mackenzie      | 28 de març de 1912     | 10 de juliol de 1912   | — (18a)                                                        | Liberal      |
| 19   | William Massey (1856-1925) Diputat per Franklin                                                      | William Massey        | 10 de juliol de 1912   | 10 de maig de 1925     | — (18a) 1914 (19a) 1919 (20a) 1922 (21a)                       | Reformador   |
| 20   | Francis Bell (1851-1936) Conseller                                                                   | Francis Bell          | 10 de maig de 1925     | 30 de maig de 1925     | — (21a)                                                        | Reformador   |
| 21   | Gordon Coates (1878-1943) Diputat per Kaipara                                                        | Gordon Coates         | 30 de maig de 1925     | 10 de desembre de 1928 | — (21a) 1925 (22a)                                             | Reformador   |
| (17) | Joseph Ward (1856-1930) Diputat per Invercargill                                                     | Joseph Ward           | 10 de desembre de 1928 | 28 de maig de 1930     | 1928 (23a)                                                     | Unit         |
| 22   | George Forbes (1869-1947) Diputat per Hurunui                                                        | George Forbes         | 28 de maig de 1930     | 6 de desembre de 1935  | — (23a) 1931 (24a)                                             | Unit         |
| 23   | Michael Joseph Savage (1872-1940) Diputat per Auckland West                                          | Michael Joseph Savage | 6 de desembre de 1935  | 27 de març de 1940     | 1935 (25a) 1938 (26a)                                          | Laborista    |
| 24   | Peter Fraser (1884-1950) Diputat per Wellington Central fins a 1946 Diputat per Brooklyn des de 1946 | Peter Fraser          | 27 de març de 1940     | 13 de desembre de 1949 | — (26a) 1943 (27a) 1946 (28a)                                  | Laborista    |
| 25   | Sidney Holland (1893-1961) Diputat per Fendalton                                                     | Sidney Holland        | 13 de desembre de 1949 | 20 de setembre de 1957 | 1949 (29a) 1951 (30a) 1954 (31a)                               | Nacional     |
| 26   | Keith Holyoake (1904-1983) Diputat per Pahiatua                                                      | Keith Holyoake        | 20 de setembre de 1957 | 12 de desembre de 1957 | — (31a)                                                        | Nacional     |
| 27   | Walter Nash (1882-1968) Diputat per Hutt                                                             | Walter Nash           | 12 de desembre de 1957 | 12 de desembre de 1960 | 1957 (32a)                                                     | Laborista    |
| (26) | Keith Holyoake (1904-1983) Diputat per Pahiatua                                                      | Keith Holyoake        | 12 de desembre de 1960 | 7 de febrer de 1972    | 1960 (33a) 1963 (34a) 1966 (35a) 1969 (36a)                    | Nacional     |
| 28   | Jack Marshall (1912-1988) Diputat per Karori                                                         | Jack Marshall         | 7 de febrer de 1972    | 8 de desembre de 1972  | — (36a)                                                        | Nacional     |
| 29   | Norman Kirk (1923-1974) Diputat per Sydenham                                                         | Norman Kirk           | 8 de desembre de 1972  | 31 d'agost de 1974     | 1972 (37a)                                                     | Laborista    |
| —    | Hugh Watt (en funcions) (1912-1980) Diputat per Onehunga                                             | Nova Zelanda          | 1 de setembre de 1974  | 6 de setembre de 1974  | — (37a)                                                        | Laborista    |
| 30   | Bill Rowling (1927-1995) Diputat per Tasman                                                          | Bill Rowling          | 6 de setembre de 1974  | 12 de desembre de 1975 | — (37a)                                                        | Laborista    |
| 31   | Robert Muldoon (1921-1992) Diputat per Tamaki                                                        | Robert Muldoon        | 12 de desembre de 1975 | 26 de juliol de 1984   | 1975 (38a) 1978 (39a) 1981 (40a)                               | Nacional     |
| 32   | David Lange (1942-2005) Diputat per Mangere                                                          | David Lange           | 26 de juliol de 1984   | 8 d'agost de 1989      | 1984 (41a) 1987 (42a)                                          | Laborista    |
| 33   | Geoffrey Palmer (1942-actualitat) Diputat per Christchurch Central                                   | Geoffrey Palmer       | 8 d'agost de 1989      | 4 de setembre de 1990  | — (42a)                                                        | Laborista    |
| 34   | Mike Moore (1949-2020) Diputat per Christchurch North                                                | Mike Moore            | 4 de setembre de 1990  | 2 de novembre de 1990  | — (42a)                                                        | Laborista    |
| 35   | Jim Bolger (1935-actualitat) Diputat per King Country                                                | Jim Bolger            | 2 de novembre de 1990  | 8 de desembre de 1997  | 1990 (43a) 1993 (44a) 1996 (45a)                               | Nacional     |
| 36   | Jenny Shipley (1952-actualitat) Diputada per Rakaia                                                  | Jenny Shipley         | 8 de desembre de 1997  | 5 de desembre de 1999  | — (45a)                                                        | Nacional     |
| 37   | Helen Clark (1950-actualitat) Diputada per Mount Albert                                              | Helen Clark           | 5 de desembre de 1999  | 19 de novembre de 2008 | 1999 (46a) 2002 (47a) 2005 (48a)                               | Laborista    |
| 38   | John Key (1961-actualitat) Diputat per Helensville                                                   | John Key              | 19 de novembre de 2008 | 12 de desembre de 2016 | 2008 (49a) 2011 (50a) 2014 (51a)                               | Nacional     |
| 39   | Bill English (1961-actualitat) Diputat per Partit Nacional de Nova Zelanda                           |                       | 12 de desembre de 2016 | 26 d'octubre de 2017   | - (51a)                                                        | Nacional     |
| 40   | Jacinda Ardern (1980-actualitat) Diputat per Helensville                                             | John Key              | 26 d'octubre de 2017   | (actualitat)           | 2017 (52a)                                                     | Laborista    |